# Jean-Charles Serres
Jean-Charles Serres (* 1893; † November 1968) war ein französischer Botschafter.

## Leben
Jean-Charles Serres heiratete am 26. Mai 1924 in Rabat Georgette Marie Schneider.
Von 18. Juni 1946 bis 20. Mai 1950 war er Außerordentlicher Gesandter und Ministre plénipotentiaire in Damaskus. Von 1955 bis 1956 war er Botschafter in Karatschi.

## Veröffentlichungen
- La Politique Turque en Afrique du Nord. Paris 1925.
- Manuel pratique de protocole. 1960.

| Vorgänger   | Amt                                                                | Nachfolger          |
| ----------- | ------------------------------------------------------------------ | ------------------- |
| —           | Französischer Botschafter in Syrien 18. Juni 1946 bis 20. Mai 1950 | Jacques-Émile Paris |
| Pierre Augé | Französischer Botschafter in Pakistan 1955 bis 1956                | Bernard Dufournier  |

| Personendaten    | Personendaten             |
| ---------------- | ------------------------- |
| NAME             | Serres, Jean-Charles      |
| KURZBESCHREIBUNG | französischer Botschafter |
| GEBURTSDATUM     | 1893                      |
| STERBEDATUM      | November 1968             |